# Medeski Martin & Wood
Medeski Martin & Wood (или MMW) — основанное в 1991 году джазовое трио из Нью-Йорка (США) в составе клавишника Джона Медески, контрабасиста Криса Вуда и ударника Билли Мартина. В музыке группы заметно влияние джазового фьюжна, фанка, хип-хопа и других современных музыкальных стилей, однако в целом коллектив склоняется к экспериментальному авангардному звучанию с отчетливым акцентированным грувом. Участники группы активно записывали альбомы и концертировали с гитаристом Джоном Скофилдом.

## Дискография

### Альбомы
- Notes from the Underground (1992)
- It's a Jungle in Here (1993)
- Friday Afternoon in the Universe (J1995)
- Shack-man (1996)
- Farmer's Reserve (1997)
- Combustication (1998)
- Tonic (2000)
- The Dropper (2000)
- Electric Tonic (2001)
- Uninvisible (2002)
- End of the World Party (Just in Case) (2004)
- Let's Go Everywhere (2008), альбом песенок для детей
- Zaebos: Book of Angels Volume 11 (2008)
- The Radiolarian Series (три альбома, 2008–2009)
  - Radiolarians 1 (2008)
  - Radiolarians 2 (2009)
  - Radiolarians 3 (2009)
  - Radiolarians: The Evolutionary Set (2009)
- The Stone: Issue Four (2010)
- 20 (2011)
- Free Magic (2012)[1]
- Juice (2014) [2]

### EP
- Bubblehouse (1997)
- Combustication Remix EP (1999)

### Сборники
- Last Chance to Dance Trance (Perhaps) (1999)
- Note Bleu: Best of the Blue Note Years 1998–2005 (2006)

### DVDs
- Fly in a Bottle (2011)

### С Джоном Скофилдом
- A Go Go (1998)
- Out Louder (2006)
- In Case the World Changes Its Mind (2011)
- Juice (2014)